# Iso Kankaanlampi
Iso Kankaanlampi är en sjö i kommunen Kemijärvi i landskapet Lappland i Finland. Sjön ligger 164 meter över havet. Den är 2,1 meter djup. Arean är 61 hektar och strandlinjen är 4,23 kilometer lång. Sjön  ingår i Kemi älvs huvudavrinningsområde.   Den ligger omkring 98 kilometer öster om Rovaniemi och omkring 740 kilometer norr om Helsingfors. 